# Tom Shaw
Tom Marvil Thomas "Tom" Shaw III SSJE (nato Thomas Shaw; Battle Creek, 28 agosto 1945 – West Newbury, 17 ottobre 2014) è stato un vescovo anglicano statunitense della Chiesa episcopale americana.
È stato il 55º vescovo della diocesi del Massachusetts. Elaborò il nuovo programma per la formazione di nuovi vescovi della Chiesa episcopaliana e nel 2008 curò il programma di evangelizzazione per i giovani adulti, lanciato nella diocesi del Massachusetts. Voce attiva nel processo di pacificazione fra Palestina ed Israele, fondò la casa editrice Cowley Publications e divenne un riferimento della propria denominazione cristiana, che rappresentò in qualità di membro osservatore alle Nazioni Unite.

## Biografia
Figlio di Marvil Thomas II e di Wilma Sylvia (nata Janes) Shaw, si diplomò al collegio privato di arti liberali di Alma e conseguì il Master of divinity al Seminario Teologico Generale di New York, gestito dalla Chiesa episcopaliana. Completò il Master of Arts in teologia presso l'Università Cattolica d'America di Washington.
Ordinato sacerdote nel 1971, divenne il curato della Chiesa di Santa Maria Vergine a Higham Ferrers, nel Northamptonshire inglese, quindi fu nominato come rettore della Chiesa di San Giacomo a Milwaukee dal 1972 al 1974.
Nel 1975, Shaw entrò nella Society of St. John the Evangelist, un ordine religioso di sacerdoti e fratelli laici all'interno della Comunione anglicana. Due dopo la professione dei voti, divenne superiore dell'ordine, a partire dal 1983. Durante il suo ministero pastorale, fondò il centro di ritiro a Emery House a West Newbury, fondò la casa editrice Cowley Publications e sviluppò un programma educativo per i ragazzi del centro di Boston e per le loro famiglie. Predicatore richiesto a livello nazionale, nel '93 fu eletto cappellano della Casa dei Vescovi della Chiesa Episcopale. Nel 2007, pubblicò il volume intitolato Conversations with Scripture and Each Other.
Shaw fu eletto vescovo coadiutore della diocesi del Massachusetts al primo scrutinio in una speciale convenzione diocesana tenutasi il 12 marzo 1994, presso la chiesa cattedrale di san Paolo, a Boston. Fu consacrato vescovo il 24 settembre dello stesso anno, diventando l'898º vescovo della Chiesa episcopale. Nel gennaio del '95 succedette al defunto vescovo David E. Johnson per diventare il quindicesimo vescovo del Massachusetts.
Shaw è stato un testimone attivo e una voce schierata a favore di un processo di pacificazione e giustizia fra palestinesi ed israeliani. Oltre ai frequenti viaggi pastorali, guidò gruppi di fedeli in Terra Santa, Africa e America Centrale, sviluppando e rafforzando le relazioni missionarie sia all'interno della Comunione anglicana che mediante partenariati volti a promuovere il lavoro di riconciliazione e servizio della Chiesa nel mondo, con particolare attenzione all'eradicazione della povertà e delle malattie.
Shaw fu uno dei relatori della Conferenza di Lambeth del 1998, in materia di debito internazionale e giustizia economica.
Nel 2000 trascorse un mese al Congresso di Washington, esplorando il ruolo della chiesa nella vita pubblica. Ex presidente della Commissione permanente per gli affari nazionali e internazionali della Chiesa episcopale e dell'Advisory Council for the Anglican Observer presso le Nazioni Unite. Fece parte del comitato di pianificazione della Casa dei Vescovi della Chiesa episcopale e del programma per la formazione di nuovi vescovi. Nel 2008 avviò un programma di evangelizzazione per giovani adulti della diocesi del Massachusetts, adottando il metodo relazionale., nell'ambito di un servizio più completo ai bambini e ai giovani per realizzare la loro piena inclusione nella vita della chiesa.
Il 15 gennaio 2013, Shaw annunciò l'intenzione di ritirarsi a seguito della consacrazione del suo successore. Tre mesi più tardi, la convenzione della diocesi elesse il Rev. Alan McIntosh Gates come suo successore. Gates fu consacrato il 13 settembre presso l'Agganis Arena dell'Università di Boston.
Nell'agosto del 2014 Shaw comunicò ai fedeli della sua diocesi che il cancro al cervello che gli era stato diagnosticato a maggio del 2013 era terminale e che aveva scelto di evitare l'accanimento terapeutico, concentrando le cure mediche sul mantenimento della qualità di vita per il tempo che gli era rimasto da vivere. Si spense il 17 ottobre 2014.